# Wheeler Manufacturing Company
Wheeler Manufacturing Company war ein US-amerikanisches Unternehmen.

## Unternehmensgeschichte
Das Unternehmen hatte seinen Sitz in Detroit in Michigan. Hauptsächlich stellte es Hilfssitze für Autos her. Am 15. Januar 1900 wurde ein Patent für einen Fahrradsattel erteilt. 1904 entstanden außerdem einige Automobile. Der Markenname lautete Detroit.
Es ist nicht bekannt, wann das Unternehmen aufgelöst wurde.

## Fahrzeuge
Unter dem vorderen Sitz war ein Zweizylindermotor mit 15 PS Leistung eingebaut. Er trieb über eine Kette die Hinterachse an. Unter der vorderen Haube befanden sich Kraftstofftank und Wassertank. Die Haube war vorn geschlossen, da an dieser Stelle kein Kühlergrill für einen Wasserkühler notwendig war, und stieg nach hinten leicht an. Eine Quelle sieht eine Ähnlichkeit zu frühen Fahrzeugen von Renault, bei denen die Haube den Motor und den Wasserkühler dahinter abdeckte. Das Fahrgestell hatte 213 cm Radstand. Das offene Fahrzeug bot als Runabout gewöhnlich zwei Personen Platz. Austauschbare Aufbauten als viersitziger Tonneau oder Lieferwagen waren leicht zu montieren.

## Übersicht über Pkw-Marken aus den USA, die mitDetroitbeginnen
| Marke            | Hersteller                         | Vermarktungsbeginn | Vermarktungsende | Ort, Bundesstaat   |
| ---------------- | ---------------------------------- | ------------------ | ---------------- | ------------------ |
| Detroit          | Detroit Automobile Company         | 1899               | 1901             | Detroit, Michigan  |
| Detroit          | Wheeler Manufacturing Company      | 1904               | 1904             | Detroit, Michigan  |
| Detroit          | Detroit Motor Chassis Company      | 1912               | 1912             | Detroit, Michigan  |
| Detroit          | Detroit Motor Wagon Company        | 1912               | 1912             | Detroit, Michigan  |
| Detroit          | Detroit Cyclecar Company           | 1913               | 1914             | Detroit, Michigan  |
| Detroit          | Detroit Chassis Company            | 1915               | 1917             | Detroit, Michigan  |
| Detroit Electric | Detroit Electric Car Company       | 1907               | 1939             | Detroit, Michigan  |
| Detroit Taxicab  | Detroit Taxicab & Transfer Company | 1914               | 1915             | Detroit, Michigan  |
| Detroit-Dearborn | Detroit-Dearborn Motor Car Company | 1909               | 1910             | Dearborn, Michigan |